# Segalt Mølle
Segalt Mølle i Løgten nord for Aarhus er Danmarks eneste seksvingede mølle, den er omgivet af beboelse og industri. Møllen er en almindelig hollandsk vindmølle med galleri. Den første mølle på stedet var firevinget fra 1854, den brændte i 1868. Derefter blev den nuværende mølle, der ligner den forrige, bygget. I ca. 1880 blev den nedtaget og genopbygget.
Møllens seks vinger har en speciel historie: I 1893 havde mølleren en konflikt med naboen om naboens høje træer, der tog vinden fra møllen. Da naboen ikke ville fælde sine træer, byggede mølleren sin mølle højere og forsynede den med seks vinger, disse blev i 1899 monteret med klapper.
I 1924 blev der installeret et elektricitetsværk i møllen, der lavede strøm til eget forbrug. Der har næsten altid været bageri i forbindelse med møllen. Indtil mølledriften ophørte i 1975 var der rugbrødsbageri, men i dag er møllen indrettet til ejerlejligheder.
Møllen er ottekantet, undermøllen er grundmuret og overmøllen udført i træ og beklædt med spån. Møllen er selvkrøjet med vindrose. Kværnen er speciel idet den har undertræk via et sekundært stjernehjulsæt.